# Liquor (Chris Brown)
Liquor è un brano del cantante statunitense Chris Brown, estratto come primo singolo dal suo settimo album Royalty. È stato pubblicato il 26 giugno 2015 dall'etichetta RCA Records.

## Pubblicazione e promozione
Il 25 giugno 2015, durante un'intervista con la rivista statunitense Billboard, Brown annuncia la pubblicazione di un nuovo album che avrebbe contenuto il singolo Liquor nella tracklist. La canzone è stata resa disponibile in download digitale il 26 giugno 2015.
Il 28 giugno 2015, il cantante presenta Liquor per la prima volta dal vivo ai BET Awards 2015.

## Il videoclip
Per i singoli Liquor e Zero (secondo singolo estratto da Royalty), Brown decide di produrre un unico video dalla durata di 9 minuti che contenga il videoclip di entrambe le canzoni. Il cortometraggio, intitolato Liquor/Zero, viene pubblicato il 23 settembre 2015 sul suo canale Vevo. Due giorni dopo, il cantante pubblica i video delle due canzoni anche in due versioni singole.
Nella prima parte del video, dedicata a Liquor, Brown è al bancone di un bar; una ragazza sconosciuta gli offre un bicchiere di liquore nel quale aveva fatto scogliere una pasticca di droga sintetica poco prima. Il cantante, ignaro delle intenzioni della sua ammiratrice, beve tranquillamente il liquore ed entra inconsapevolmente sotto effetto della droga. Così, i due iniziano a ballare sensualmente ed entrano in uno stato mentale che li porta quasi in una dimensione parallela.

## Classifiche
| Classifica (2015) | Posizione massima |
| ----------------- | ----------------- |
| Regno Unito       | 82                |
| Stati Uniti       | 60                |